# High Accuracy Radial Velocity Planet Searcher
O High Accuracy Radial velocity Planet Searcher (HARPS) é um espectrógrafo échelle de alta precisão instalado em 2002 no telescópio de 3,6 metros do ESO no Observatório de La Silla, no Chile. As suas primeiras observações foram realizadas em fevereiro de 2003. É um espectrógrafo de velocidade radial de segunda geração, com base na experiência adquirida com os instrumentos ELODIE e CORALIE.

## Planetas descobertos pelo HARPS
- Esta lista não está completa.